# Episodi di Climax! (prima stagione)
La prima stagione della serie televisiva Climax! è andata in onda negli Stati Uniti dal 7 ottobre 1954 al 25 agosto 1955 sulla CBS.
| nº | Titolo originale                  | Prima TV USA     |
| -- | --------------------------------- | ---------------- |
| 1  | The Long Goodbye                  | 7 ottobre 1954   |
| 2  | The Thirteenth Chair              | 14 ottobre 1954  |
| 3  | Casino Royale                     | 21 ottobre 1954  |
| 4  | Sorry, Wrong Number               | 4 novembre 1954  |
| 5  | The Gioconda Smile                | 11 novembre 1954 |
| 6  | The After House                   | 25 novembre 1954 |
| 7  | An Error in Chemistry             | 2 dicembre 1954  |
| 8  | Epitaph for a Spy                 | 9 dicembre 1954  |
| 9  | The White Carnation               | 16 dicembre 1954 |
| 10 | Nightmare in Copenhagen           | 30 dicembre 1954 |
| 11 | The Bigger They Come              | 6 gennaio 1955   |
| 12 | Escape from Fear                  | 13 gennaio 1955  |
| 13 | The Mojave Kid                    | 27 gennaio 1955  |
| 14 | The Leaf Out of the Book          | 3 febbraio 1955  |
| 15 | The Valiant Men                   | 10 febbraio 1955 |
| 16 | The Box of Chocolates             | 24 febbraio 1955 |
| 17 | South of the Sun                  | 3 marzo 1955     |
| 18 | The Great Impersonation           | 10 marzo 1955    |
| 19 | The Darkest Hour                  | 24 marzo 1955    |
| 20 | The Champion                      | 31 marzo 1955    |
| 21 | Private Worlds                    | 7 aprile 1955    |
| 22 | Flight 951                        | 21 aprile 1955   |
| 23 | The First and the Last            | 28 aprile 1955   |
| 24 | The Deliverance of Sister Cecilia | 5 maggio 1955    |
| 25 | No Stone Unturned                 | 19 maggio 1955   |
| 26 | A Farewell to Arms                | 26 maggio 1955   |
| 27 | The Unimportant Man               | 2 giugno 1955    |
| 28 | The Dark Fleece                   | 16 giugno 1955   |
| 29 | To Wake at Midnight               | 23 giugno 1955   |
| 30 | The Dance                         | 30 giugno 1955   |
| 31 | Wild Stallion                     | 7 luglio 1955    |
| 32 | The Escape of Mendes-France       | 14 luglio 1955   |
| 33 | The Healer                        | 21 luglio 1955   |
| 34 | Dr. Jekyll and Mr. Hyde           | 28 luglio 1955   |
| 35 | One Night Stand                   | 4 agosto 1955    |
| 36 | Edge of Terror                    | 11 agosto 1955   |
| 37 | Fear Strikes Out                  | 18 agosto 1955   |
| 38 | Deal a Blow                       | 25 agosto 1955   |

## The Long Goodbye
- Prima televisiva: 7 ottobre 1954
- Diretto da: William H. Brown Jr.
- Soggetto di: Raymond Chandler

### Trama
- Interpreti: Dick Powell (Philip Marlowe), Tristram Coffin (The Body), Tom Drake (Terry Lennox), Horace McMahon (detective), Cesar Romero (Mendy Mendez), Teresa Wright (Eilene Wade)

## The Thirteenth Chair
- Prima televisiva: 14 ottobre 1954
- Diretto da: Allen Reisner
- Soggetto di: Bayard Veiller

### Trama
- Interpreti: John Alvin (Sir Roscoe Crosby), Ethel Barrymore (Mme. Rosalie La Grange), Joan Evans (Helen O'Neill), Arthur Franz (Dick Crosby), Lamont Johnson (Lionel Trent), William Lundigan (se stesso  - presentatore), Dennis O'Keefe (ispettore Marney)

## Casino Royale
- Prima televisiva: 21 ottobre 1954
- Diretto da: William H. Brown Jr.
- Soggetto di: Ian Fleming

### Trama
- Interpreti: Barry Nelson (James Bond), Peter Lorre (Le Chiffre), Linda Christian (Valerie Mathis), Michael Pate (Clarence Leiter), Eugene Borden (Chef de Parte), Jean Del Val (croupier), Gene Roth (scagnozzo di Le Chiffre), Kurt Katch (scagnozzo di Le Chiffre), William Lundigan (se stesso  - presentatore)

## Sorry, Wrong Number
- Diretto da: Allen Reisner
- Scritto da: Lucille Fletcher

### Trama
- Guest star: Henry Blair, Robert Williams, Eve McVeagh, Paula Winslowe, Clayton Post, Joe Forte, Charlotte Lawrence, Barbara Slate, Don Brodie, Dennis King, Ralph Peters, Don Megowan, Paul Picerni, Lillian Bronson, Paul Guilfoyle, Nestor Paiva, Shelley Winters (Leona Stevenson)

## The Gioconda Smile
- Prima televisiva: 11 novembre 1954
- Soggetto di: Aldous Huxley

### Trama
- Interpreti: Eduard Franz (dottor James Lifford), Dorothy McGuire (Janet Spence), Franchot Tone (Henry Hutton)

## The After House
- Prima televisiva: 25 novembre 1954
- Soggetto di: Mary Roberts Rinehart

### Trama
- Interpreti: Steve Cochran (Ralph Leslie), Dabbs Greer (Adams), Barton MacLane, Patricia Medina (Laura)

## An Error in Chemistry
- Prima televisiva: 2 dicembre 1954
- Diretto da: William H. Brown Jr.
- Soggetto di: William Faulkner

### Trama
- Interpreti: William Lundigan (se stesso  - presentatore), Edmond O'Brien (Joel Flint), Lon Chaney Jr. (vecchio Pritchel), Douglas Kennedy (zio Gavin), Tommy Ivo (Billy Sartoris), Margaret Field (M'liss), James Bell (sceriffo), Dan White (Ben Berry), Tyler McVey (Prospective Property Buyer), Marilee Phelps (Farmer's Wife), William Schallert (The Young Farmer), John Dierkes (Preacher), Dick Elliott (Man at Carnival)

## Epitaph for a Spy
- Prima televisiva: 9 dicembre 1954
- Diretto da: Allen Reisner
- Scritto da: Donald S. Sanford, David Friedkin
- Soggetto di: Eric Ambler

### Trama
- Interpreti: Sheila Bromley, Melville Cooper, Nicholas Joy, Marjorie Lord, William Lundigan (se stesso  - presentatore), Maurice Marsac, Dave O'Brien, Hilda Plowright, Edward G. Robinson, Robert F. Simon, Ivan Triesault

## The White Carnation
- Prima televisiva: 16 dicembre 1954
- Soggetto di: Raymond Chandler

### Trama
- Interpreti: Vivi Janiss (Marion), Boris Karloff (dottor Philip Nestri), Lester Matthews, Frank Wilcox (dottor Kim Baylor), Teresa Wright (Lorna Baylor)

## Nightmare in Copenhagen
- Prima televisiva: 30 dicembre 1954
- Soggetto di: Martha Albrand

### Trama
- Interpreti: Edit Angold, Robert Foulk, George Givot, Richard Hale, Frank Lovejoy, Lester Matthews, Vera Miles, Lilia Skala

## The Bigger They Come
- Prima televisiva: 6 gennaio 1955
- Soggetto di: Erle Stanley Gardner

### Trama
- Interpreti: Art Carney (Donald Lam), Jane Darwell (B. Cool), Gil Frye, Jonathan Hole, Mary Beth Hughes, Don Megowan, Jean Porter, Beverly Tyler

## Escape from Fear
- Prima televisiva: 13 gennaio 1955
- Diretto da: Allen Reisner
- Scritto da: Bernard Girard
- Soggetto di: A. J. Cronin

### Trama
- Interpreti: Mari Blanchard, Tristram Coffin, Howard Duff, William Lundigan (se stesso  - presentatore), Jay Novello

## The Mojave Kid
- Prima televisiva: 27 gennaio 1955
- Soggetto di: Louis L'Amour

### Trama
- Interpreti: Ward Bond (sceriffo), John Lupton (The Mojave Kid), Ricardo Montalbán (Pete McLean), Barbara Ruick (Judith Kale)

## The Leaf Out of the Book
- Prima televisiva: 3 febbraio 1955
- Diretto da: Allen Reisner
- Scritto da: David Friedkin, Morton Fine
- Soggetto di: Margaret Cousins

### Trama
- Interpreti: Hugh Beaumont, George Brent, Ron Brogan, Louis Jean Heydt, Diana Lynn, Tony Michaels, Tom Powers, George Sherwood, Sylvia Sidney, Linda Williams

## The Valiant Men
- Prima televisiva: 10 febbraio 1955
- Scritto da: Antony Ellis
- Soggetto di: Nicholas Monsarrat

### Trama
- Interpreti: Brian Donlevy (tenente Commander Knowles), Jay C. Flippen, Skip Homeier, Robert Young (LCDR Knowles)

## The Box of Chocolates
- Prima televisiva: 24 febbraio 1955
- Soggetto di: Anthony Berkeley

### Trama
- Interpreti: Vanessa Brown (Vera), Victor Jory (Robert), Pat O'Brien ( della poliziaLieutenant Moore), Robert Preston (William Struthers)

## South of the Sun
- Prima televisiva: 3 marzo 1955
- Diretto da: John Frankenheimer
- Scritto da: Wade Miller, E. Jack Neuman
- Soggetto di: John D. MacDonald

### Trama
- Interpreti: Edward Arnold (Jock Fathian), Mary Costa (se stessa  - presentatrice), Thomas Gomez (Senor Torres, comandante di Polizia), Jeffrey Hunter (Wesley Jerome Penn), Margaret O'Brien (Kathy Fathian), Natalie Schafer (Lucrece Durhurst)

## The Great Impersonation
- Prima televisiva: 10 marzo 1955
- Diretto da: Allen Reisner
- Scritto da: William Kozlenko

### Trama
- Interpreti: Paul Cavanagh, Anthony Eustrel, Zsa Zsa Gábor (principessa Stephanie), Steven Geray, William Lundigan (se stesso  - presentatore), Maureen O'Sullivan (Lady Dominey), Milton Parsons, Michael Rennie (Lord Edward Dominey / Major General Von Raggenstein)

## The Darkest Hour
- Prima televisiva: 24 marzo 1955
- Diretto da: John Frankenheimer
- Scritto da: Adrian Spies
- Soggetto di: William P. McGivern

### Trama
- Interpreti: Joanne Dru, Zachary Scott

## The Champion
- Prima televisiva: 31 marzo 1955
- Diretto da: Allen Reisner
- Scritto da: Rod Serling
- Soggetto di: Ring Lardner

### Trama
- Interpreti: Geraldine Brooks (Emma Herich), Wally Brown (Tommy Haley), Rory Calhoun (Midge Kelly), Lewis Charles (Lou Hersch), Ray Collins (Jerome Harris), Tommy Cook (Connie Kelly), John Craven, Wallace Ford (Bunco Kelly), Tommy Garland, Charlotte Knight, William Lundigan (se stesso  - presentatore), Peggy Maley (Grace Knight), Richard Monda, Steve Stevens (Connie Kelly - Boy)

## Private Worlds
- Prima televisiva: 7 aprile 1955
- Diretto da: John Frankenheimer
- Scritto da: Mel Dinelli

### Trama
- Interpreti: Peter Camlin (Attar), Marguerite Chapman (Myra Saunders), Claudette Colbert (dottor Jane Everest), Marilyn Erskine (Sally McGregor), Lorne Greene (dottor Charles Saunders), William Lundigan (se stesso  - presentatore), Eve March (Carrie), Michael Ross (Jerry), William Tannen (McLean), Glen Vernon (Glenn), Katherine Warren (Matron)

## Flight 951
- Prima televisiva: 21 aprile 1955
- Diretto da: Allen Reisner
- Scritto da: Milton Geiger

### Trama
- Interpreti: Tom Avera, Barbara Britton (Duana Clarke), Peter Camlin, Booth Colman, Lili Darvas (Ingrid Lorne), Paul Douglas (dottor Merle Gardner), John Emery (Abel Dennis), Roger Etienne, Robert H. Harris, Irene Hervey (Nancy Blount), Mary Lawrence, William Lundigan (se stesso  - presentatore), Cathy O'Donnell (Mona Herbert), Kenneth Tobey (capitano Coppedge)

## The First and the Last
- Prima televisiva: 28 aprile 1955
- Diretto da: John Frankenheimer
- Scritto da: William Kozlenko
- Soggetto di: John Galsworthy

### Trama
- Interpreti: John Agar (Larry Dorrant), John Carradine (John Evan), Peggy Ann Garner (Nora Wallen), Robert Newton (Keith Dorrant)

## The Deliverance of Sister Cecilia
- Prima televisiva: 5 maggio 1955
- Scritto da: DeWitt Bodeen
- Soggetto di: William Brinkley

### Trama
- Interpreti: Claudette Colbert (Sorella Cecilia), Judith Evelyn

## No Stone Unturned
- Prima televisiva: 19 maggio 1955
- Diretto da: John Frankenheimer
- Scritto da: Whitfield Cook

### Trama
- Interpreti: Jeff Donnell (Kay Matheson), Tom Drake (Alan), Cedric Hardwicke (professore Robertson), Dan O'Herlihy (Ian Hamilton)

## A Farewell to Arms
- Prima televisiva: 26 maggio 1955
- Diretto da: Allen Reisner
- Scritto da: Gore Vidal
- Soggetto di: Ernest Hemingway

### Trama
- Interpreti: Nicky Blair, Martin E. Brooks, Bob Canto, Betty Caulfield, Peter Davis, Tony De Mario, Gil Frye, John Lazar, Diana Lynn (Catherine Barkley), Guy Madison, John Mylong, Veronica Pataky, Michael Vallon, Katherine Warren

## The Unimportant Man
- Prima televisiva: 2 giugno 1955
- Diretto da: John Frankenheimer
- Scritto da: Marie Baumer, John Cavanaugh

### Trama
- Interpreti: Macdonald Carey (John Benson), Ruth Hussey (Katherine Benson), Elliott Reid (Scotty Henderson)

## The Dark Fleece
- Prima televisiva: 16 giugno 1955
- Scritto da: DeWitt Bodeen

### Trama
- Interpreti: Joan Bennett (Honora), Lloyd Bridges (Jason Burrage), Phyllis Thaxter (Olive)

## To Wake at Midnight
- Prima televisiva: 23 giugno 1955

### Trama
- Interpreti: Wendell Corey (tenente Erich Ganz), Maria Riva (Marie), Akim Tamiroff (Albert Ganz)

## The Dance
- Prima televisiva: 30 giugno 1955
- Diretto da: Allen Reisner
- Scritto da: James P. Cavanagh
- Soggetto di: F. Scott Fitzgerald

### Trama
- Interpreti: Barbara Baxley (Catherine Jones), Janet Blair (Joan Hale), Vanessa Brown (Marie Bannerman), Frieda Inescort (Martha Hale), Richard Kiley (Charley Kincaid), Jan Merlin (Joe Cable), Robert Middleton (sceriffo), Addison Richards, Ethel Waters (Zia Kate)

## Wild Stallion
- Prima televisiva: 7 luglio 1955
- Diretto da: Herbert B. Swope, Jr.
- Soggetto di: William Faulkner

### Trama
- Interpreti: Paul Henreid (capitano Sebastian Von Reis), Evelyn Keyes (Drusilla Cayley), Mary Astor (Mrs. Harriss), Richard Long (Max Harriss), Wilton Graff (Gavin Stevens), Kathleen Crowley (Laura Harriss), Gladys Holland (Ginette, the Harris's maid), Roy Glenn (Henry, Stevens' butler), William Lundigan (se stesso  - presentatore)

## The Escape of Mendes-France
- Prima televisiva: 14 luglio 1955

### Trama
- Interpreti: Jan Arvan, Walter Cronkite (se stesso - narratore, voce), Jean Del Val, Louis Jourdan (Pierre Mendes-France), Kurt Katch, Werner Klemperer, Jerry La Zarre, William Lundigan (se stesso  - presentatore), Maurice Marsac, Alphonse Martell, Peter Norman, Rick Vallin

## The Healer
- Prima televisiva: 21 luglio 1955
- Scritto da: DeWitt Bodeen

### Trama
- Interpreti: Marguerite Chapman (Mrs. Carter), Geraldine Fitzgerald (Miriam Lambert), Arthur Franz (dottor Joyce), Bonita Granville (Laura Jordan), Barry Sullivan (dottor Donald Carter)

## Dr. Jekyll and Mr. Hyde
- Prima televisiva: 28 luglio 1955
- Diretto da: Allen Reisner
- Soggetto di: Robert Louis Stevenson

### Trama
- Interpreti: Michael Rennie (dottor Henry Jekyll / Mr. Hyde), Cedric Hardwicke (Mr. Utterson), Mary Sinclair (The Girl), Lowell Gilmore (dottor Lanyon), John Hoyt (Poole), Karen Scott (The Girl Companion), Gilchrist Stuart (poliziotto), Keith McConnell (The Fiance), Harry Fields (The Pianist), Diane Doxee (The Singer), Barbara Morrison (The Dowager), William Lundigan (se stesso  - presentatore), Art Gilmore (annunciatore)

## One Night Stand
- Prima televisiva: 4 agosto 1955
- Diretto da: Bernard Girard
- Scritto da: Bernard Girard
- Soggetto di: Bing Crosby

### Trama
- Interpreti: Ray Bauduc (Bobcat), Donald Buka (Bob Zurko), Bob Crosby (se stesso), John Forsythe (Joe Sullivan), Bob Haggart (Bobcat), Nappy Lamare (Bobcat), Cloris Leachman (Mrs. Sullivan), Matty Matlock (Bobcat), Eddie Miller (Bobcat), Bob Sweeney (Gil Rodin), Joe Venuti (Bobcat)

## Edge of Terror
- Prima televisiva: 11 agosto 1955
- Diretto da: John Frankenheimer
- Scritto da: Irving Elman

### Trama
- Interpreti: Edward Binns (tenente Lewis), Lloyd Bridges (Joe Donner), Joe Downey (Barber), Raymond Greenleaf (Mr. Saunders), Phyllis Kirk (Mrs. Evans), Tom Laughlin (Paisan), Dennis O'Keefe (Evans), Jean Porter (Joan), Karen Steele (Gloria)

## Fear Strikes Out
- Prima televisiva: 18 agosto 1955
- Soggetto di: Jimmy Piersall

### Trama
- Interpreti: John Conte, Mona Freeman (Mary Piersall), Tab Hunter (Jimmy Piersall), Lori Nelson

## Deal a Blow
- Prima televisiva: 25 agosto 1955
- Diretto da: John Frankenheimer
- Scritto da: Robert Dozier

### Trama
- Interpreti: Edward Arnold (tenente Shipley), Whit Bissell (Mr. Grubbs), Macdonald Carey (Tom Ditmar), Byron Foulger (uomo al teatro), Gil Frye, William Hughes (portiere), James MacArthur (Hal Ditmar), Jeffrey Silver (Jerry), Steven Terrell (Lynn Spears), Phyllis Thaxter (Helen Ditmar)